# Zvonička v Hrdlořezích
Zvonička v Hrdlořezích je památkově chráněná dřevěná zvonička v Hrdlořezích v Praze 9 v geomorfologickém celku Pražská plošina.

## Historie a popis
Sloupová zvonička s kuželovitou šindelovou stříškou, která pravděpodobně pochází z roku 1701, je památkově chráněna od 3. května 1958. Sloup má čtvercový profil nahoře rozdvojený pro uchycení vahadla zvonu. Je téměř jediným pozůstatkem po původním vesnickém zastavění Hrdlořez. Stojí na nevhodném novodobém odstupňovaném betonovém válcovém soklu.

## Další informace
Zvonička je celoročně volně přístupná a nachází se také na trase naučná stezka Městská část Praha 9 – jihovýchodní stezka.

## Galerie

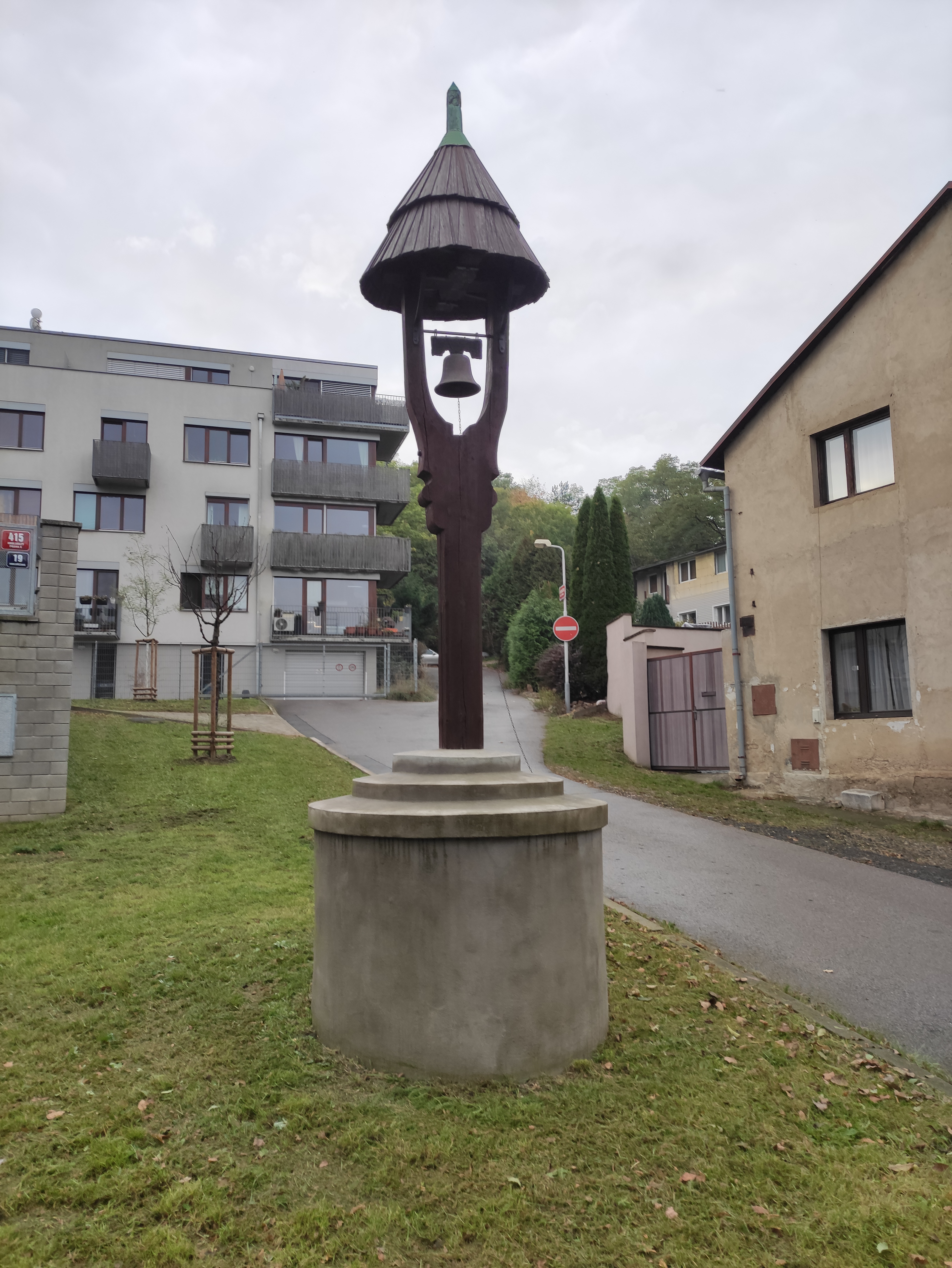
Umístění v současné zástavbě
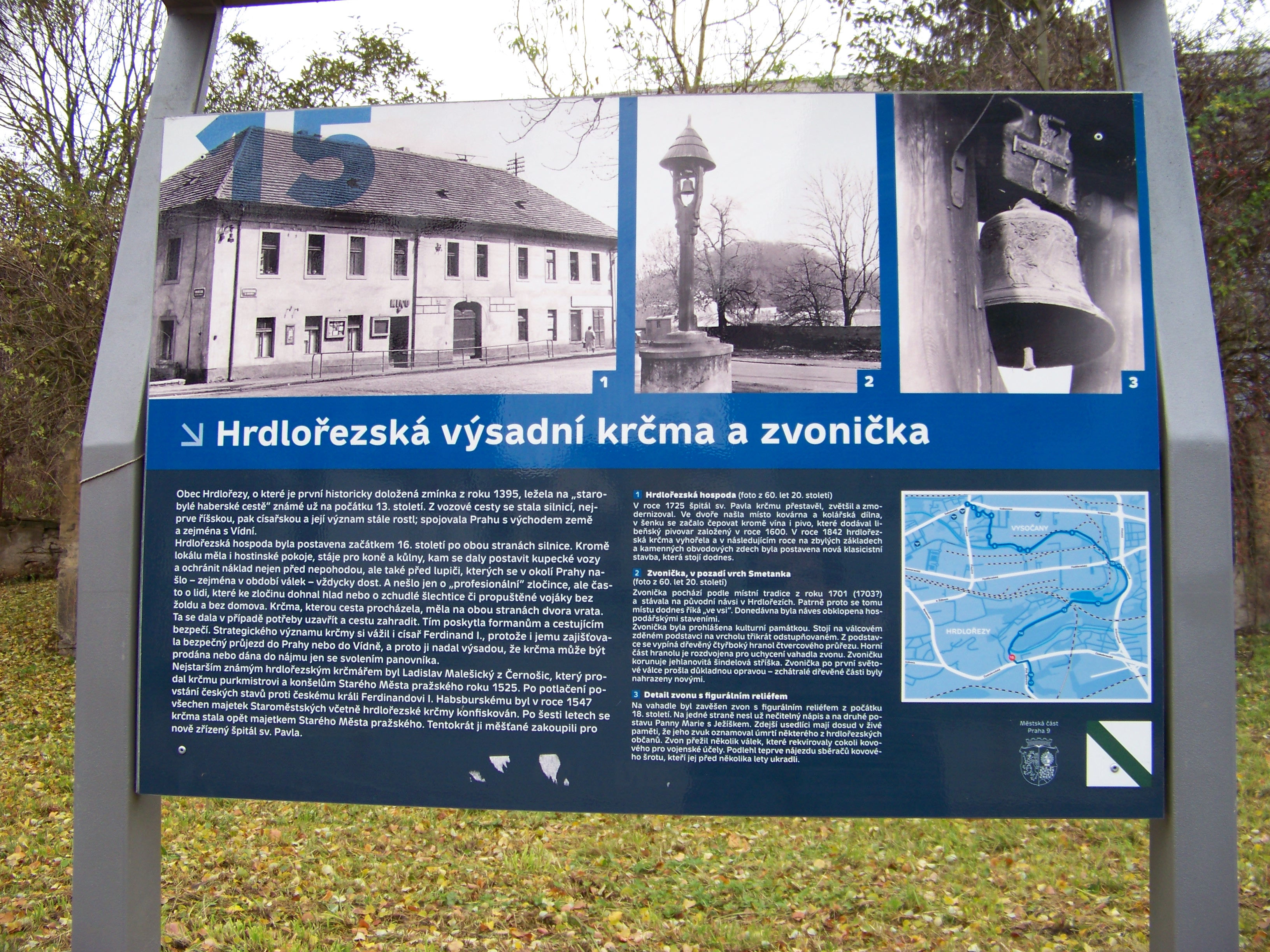
Informační panel na místě